# Aechmea hoppii
Espèce
Classification phylogénétique
Aechmea hoppii est une espèce de plantes à fleurs de la famille des Bromeliaceae qui se rencontre de la Colombie au Pérou.

## Distribution
L'espèce se rencontre de la Colombie au Pérou.

## Description
L'espèce est épiphyte.